# Sky ProCycling/Saison 2013
Dieser Artikel listet Erfolge und Fahrer des Radsportteams Sky ProCycling in der Saison 2013 auf.

## Erfolge in der UCI World Tour
| Datum             | Rennen                              | Sieger                |
| ----------------- | ----------------------------------- | --------------------- |
| 23. Januar        | 2. Etappe Tour Down Under           | Geraint Thomas        |
| 8. März           | 5. Etappe Paris–Nizza               | Richie Porte          |
| 9. März           | 4. Etappe Tirreno–Adriatico         | Chris Froome          |
| 10. März          | 7. Etappe Paris–Nizza (BZF)         | Richie Porte          |
| 3.–10. März       | Gesamtwertung Paris–Nizza           | Richie Porte          |
| 3. April          | 3. Etappe Vuelta al País Vasco      | Sergio Henao          |
| 5. April          | 5. Etappe Vuelta al País Vasco      | Richie Porte          |
| 23. April         | Prolog Tour de Romandie             | Chris Froome          |
| 23.–28. April     | Gesamtwertung Tour de Romandie      | Chris Froome          |
| 5. Mai            | 2. Etappe Giro d’Italia             | Mannschaftszeitfahren |
| 14. Mai           | 10. Etappe Giro d’Italia            | Rigoberto Urán        |
| 4. Juni           | 3. Etappe Critérium du Dauphiné     | Edvald Boasson Hagen  |
| 6. Juni           | 5. Etappe Critérium du Dauphiné     | Chris Froome          |
| 2.–9. Juni        | Gesamtwertung Critérium du Dauphiné | Chris Froome          |
| 6. Juli           | 8. Etappe Tour de France            | Chris Froome          |
| 14. Juli          | 15. Etappe Tour de France           | Chris Froome          |
| 17. Juli          | 17. Etappe Tour de France (EZF)     | Chris Froome          |
| 29. Juni–21. Juli | Gesamtwertung Tour de France        | Chris Froome          |
| 3. August         | 7. Etappe Polen-Rundfahrt (EZF)     | Bradley Wiggins       |
| 17. August        | 6. Etappe Eneco Tour                | David López           |
| 12. September     | 18. Etappe Vuelta a España          | Wassil Kiryjenka      |

## Erfolge in der UCI Asia Tour
| Datum           | Rennen                     | Kat. | Sieger       |
| --------------- | -------------------------- | ---- | ------------ |
| 15. Februar     | 5. Etappe Tour of Oman     | 2.HC | Chris Froome |
| 11.–16. Februar | Gesamtwertung Tour of Oman | 2.HC | Chris Froome |

## Erfolge in der UCI Europe Tour
| Datum             | Rennen                                         | Kat. | Fahrer                |
| ----------------- | ---------------------------------------------- | ---- | --------------------- |
| 16. Februar       | 3. Etappe Volta ao Algarve                     | 2.1  | Sergio Henao          |
| 23. März          | 2. Etappe Critérium International (EZF)        | 2.HC | Richie Porte          |
| 24. März          | 3. Etappe Critérium International              | 2.HC | Chris Froome          |
| 23.–24. März      | Gesamtwertung Critérium International          | 2.HC | Chris Froome          |
| 16. April         | 1b. Etappe Giro del Trentino                   | 2.HC | Mannschaftszeitfahren |
| 17. April         | 2. Etappe Giro del Trentino                    | 2.HC | Kanstanzin Siuzou     |
| 18. Mai           | 4. Etappe Tour of Norway                       | 2.1  | Edvald Boasson Hagen  |
| 15.–19. Mai       | Gesamtwertung Tour of Norway                   | 2.1  | Edvald Boasson Hagen  |
| 20. Juni          | Norwegische Meisterschaft – Einzelzeitfahren   | CN   | Edvald Boasson Hagen  |
| 21. Juni          | Belarussische Meisterschaft – Einzelzeitfahren | CN   | Kanstanzin Siuzou     |
| 17. September     | 3. Etappe Tour of Britain (EZF)                | 2.1  | Bradley Wiggins       |
| 15.–22. September | Gesamtwertung Tour of Britain                  | 2.1  | Bradley Wiggins       |

## Zugänge – Abgänge
| Zugänge                | Team 2012                 | Abgänge              | Team 2013               |
| ---------------------- | ------------------------- | -------------------- | ----------------------- |
| Gabriel Rasch          | FDJ-Big Mat               | Davide Appollonio    | AG2R La Mondiale        |
| Wassil Kiryjenka       | Movistar                  | Alex Dowsett         | Movistar                |
| David López            | Movistar                  | Mark Cavendish       | Omega Pharma-Quick Step |
| Dario Cataldo          | Omega Pharma-Quick Step   | Lars Petter Nordhaug | Belkin-Pro Cycling Team |
| Ian Boswell            | Bontrager Livestrong Team | Michael Rogers       | Team Saxo-Tinkoff       |
| Joseph Dombrowski      | Bontrager Livestrong Team | Juan Antonio Flecha  | Vacansoleil-DCM         |
| Jonathan Tiernan-Locke | Endura Racing             | Thomas Lövkvist      | IAM Cycling             |
| Joshua Edmondson       | Neoprofi                  | Michael Barry        | Karriereende            |
|                        |                           | Jeremy Hunt          | Karriereende            |

## Mannschaft

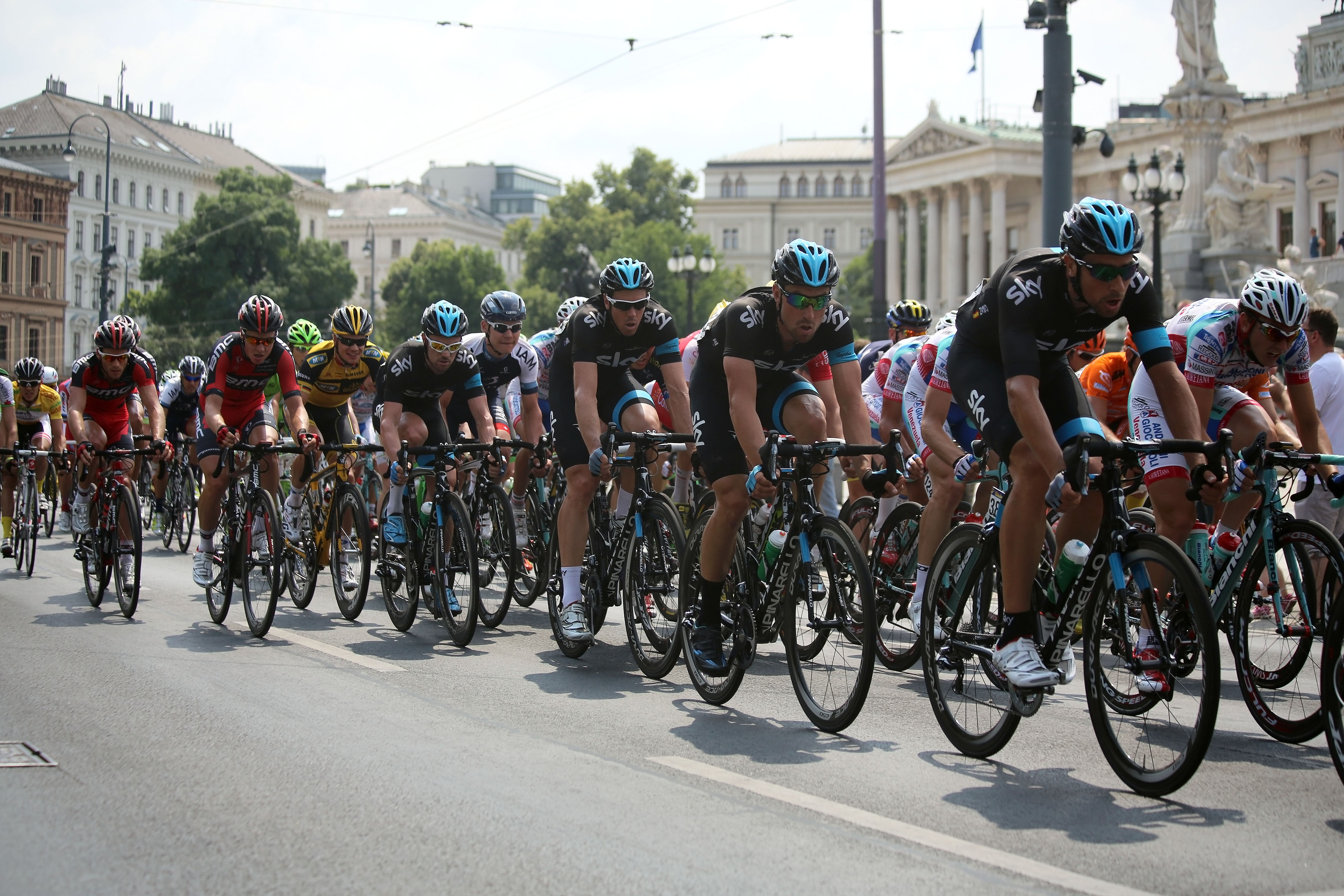
Team Sky im Finish der Österreich-Rundfahrt 2013

| Fahrer                 | Geburtsdatum       | Nationalität           |
| ---------------------- | ------------------ | ---------------------- |
| Edvald Boasson Hagen   | 17. Mai 1987       | Norwegen               |
| Ian Boswell            | 7. Februar 1991    | Vereinigte Staaten     |
| Dario Cataldo          | 17. März 1985      | Italien                |
| Joseph Dombrowski      | 12. Mai 1991       | Vereinigte Staaten     |
| Joshua Edmondson       | 6. Juli 1992       | Vereinigtes Königreich |
| Bernhard Eisel         | 17. Februar 1981   | Österreich             |
| Chris Froome           | 20. Mai 1985       | Vereinigtes Königreich |
| Mathew Hayman          | 20. April 1978     | Australien             |
| Sergio Henao           | 10. Dezember 1987  | Kolumbien              |
| Peter Kennaugh         | 15. Juni 1989      | Vereinigtes Königreich |
| Wassil Kiryjenka       | 28. Juni 1981      | Belarus                |
| Christian Knees        | 5. März 1981       | Deutschland            |
| David López            | 13. Mai 1981       | Spanien                |
| Danny Pate             | 24. März 1979      | Vereinigte Staaten     |
| Richie Porte           | 30. Januar 1985    | Australien             |
| Salvatore Puccio       | 31. August 1989    | Italien                |
| Gabriel Rasch          | 8. April 1976      | Norwegen               |
| Luke Rowe              | 10. März 1990      | Vereinigtes Königreich |
| Kanstanzin Siuzou      | 9. August 1982     | Belarus                |
| Ian Stannard           | 25. Mai 1987       | Vereinigtes Königreich |
| Christopher Sutton     | 10. September 1984 | Australien             |
| Ben Swift              | 5. November 1987   | Vereinigtes Königreich |
| Geraint Thomas         | 25. Mai 1986       | Vereinigtes Königreich |
| Jonathan Tiernan-Locke | 26. Dezember 1984  | Vereinigtes Königreich |
| Bradley Wiggins        | 28. April 1980     | Vereinigtes Königreich |
| Xabier Zandio          | 17. März 1977      | Spanien                |